# Mai 1771
Cette page présente les faits marquants du mois de mai 1771.

## Événements
- 16 mai : répression du Regulator Movement en Caroline du Nord. Plusieurs milliers de Régulateurs sont vaincus par l’armée. Six d’entre eux sont pendus[1].

- 23 mai : bataille de Lanckorona